# Gregg L. Semenza
Gregg Leonard Semenza (New York, 1 juli 1956) is een Amerikaans hoogleraar kindergeneeskunde, stralingsoncologie, biologische chemie, geneeskunde en oncologie aan de Johns Hopkins-universiteit. In 2019 kreeg hij samen met Peter J. Ratcliffe en William Kaelin de Nobelprijs voor Fysiologie of Geneeskunde voor hun ontdekkingen van hoe cellen voelen en zich aanpassen aan de beschikbaarheid van zuurstof. Semenza kreeg in 2016 de Lasker Award en is bekend vanwege de ontdekking van Hypoxie-induceerbare factoren (HIF-1), waardoor kankercellen zich kunnen aanpassen aan zuurstofarme omgevingen. Na het winnen van de Nobelprijs bracht een resem retracties (dertien anno 2024) de wetenschappelijke integriteit van Semenza ter discussie. De intrekkingen waren vooral te wijten aan gemanipuleerde afbeeldingen.

## Biografie
Semenza werd geboren in 1956 in de New Yorkse wijk Flushing, maar groeide met zijn broers en zussen op in Westchester County. In 1974 verkreeg hij zijn diploma aan Sleepy Hollow High School in North Tarrytown. Als student aan Harvard-universiteit bestudeerde hij medische genetica en onderzocht de genen op chromosoom 21. Voor zijn promotie in 1984 aan de Universiteit van Pennsylvania rangschikte hij genen die gelinkt zijn aan bèta-thalassemie, een erfelijke ziekte van het bloed.

## Onderzoek
Aansluitend voltooide hij een opleiding tot kinderarts aan het ziekenhuis van de Duke-universiteit in Durham (North Carolina), voordat hij aan zijn postdoc-onderzoek begon aan de Johns Hopkins-universiteit. Gedurende deze periode evalueerde Semenza genexpressie in transgene proefdieren om te achterhalen hoe dit de productie van erytropoëtine (EPO) beïnvloed, een hormoon dat door het lichaam wordt aangemaakt als er te weinig zuurstof is om de aanmaak van rode bloedcellen te stimuleren.
In gekweekte levercellen identificeerde hij een eiwitcomplex die hij HIF-eiwitten noemde. Hij liet zien dat deze HIF-eiwitten uit twee delen bestaan, HIF-1β en HIF-1α. Cellen bevatten maar heel weinig HIF-1α als er voldoende zuurstof is. Echter bij een tekort aan zuurstof neemt de hoeveelheid toe en bindt het zich aan het EPO-gen. Semenza ontdekte dat een overproductie aan HIF-1α kan leiden tot het ontstaan van kankertumoren.
Het onderzoek van Semenza overlapt met dat van Kaelin en Ratcliffe over het bepalen van het mechanisme van zuurstofdetectie in cellen en de wijze waarop de productie van EPO wordt gereguleerd door HIF en andere factoren. Dit heeft intussen geleidt tot de ontwikkeling van geneesmiddelen die deze processen helpen reguleren voor patiënten met bloedarmoede en nierfalen.
1901: Behring · 
1902: Ross · 
1903: Finsen · 
1904: Pavlov · 
1905: Koch · 
1906: Golgi, Ramón y Cajal · 
1907: Laveran · 
1908: Mechnikov, Ehrlich · 
1909: Kocher · 
1910: Kossel · 
1911: Gullstrand · 
1912: Carrel · 
1913: Richet ·
1914: Bárány · 
1919: Bordet · 
1920: Krogh · 
1922: Hill, Meyerhof · 
1923: Banting, Macleod · 
1924: Einthoven ·
1926: Fibiger · 
1927: Wagner-Jauregg · 
1928: Nicolle · 
1929: Eijkman, Hopkins · 
1930: Landsteiner · 
1931: Warburg · 
1932: Sherrington, Adrian · 
1933: Morgan · 
1934: Whipple, Minot, Murphy · 
1935: Spemann · 
1936: Dale, Loewi · 
1937: Szent-Györgyi · 
1938: Heymans · 
1939: Domagk · 
1943: Dam, Doisy · 
1944: Erlanger, Gasser · 
1945: Fleming, Chain, Florey · 
1946: Muller · 
1947: C. Cori, G. Cori, Houssay · 
1948: Müller · 
1949: Hess, Moniz · 
1950: Kendall, Reichstein, Hench · 
1951: Theiler · 
1952: Waksman · 
1953: Krebs,Lipmann ·
1954: Enders, Weller, Robbins · 
1955: Theorell · 
1956: Cournand, Forssmann, Richards · 
1957: Bovet · 
1958: Beadle, Tatum, Lederberg · 
1959: Ochoa, Kornberg · 
1960: Burnet, Medawar · 
1961: Békésy · 
1962: Crick, Watson, Wilkins · 
1963: Eccles, Hodgkin, Huxley · 
1964: Bloch, Lynen · 
1965: Jacob, Lwoff, Monod · 
1966: Rous, Huggins · 
1967: Granit, Hartline, Wald · 
1968: Holley, Khorana, Nirenberg · 
1969: Delbrück, Hershey, Luria · 
1970: Katz, Euler, Axelrod · 
1971: Sutherland · 
1972: Edelman, Porter · 
1973: Frisch, Lorenz, Tinbergen · 
1974: Claude, De Duve, Palade · 
1975: Baltimore, Dulbecco, Temin ·
1976: Blumberg, Gajdusek · 
1977: Guillemin, Schally, Yalow · 
1978: Arber, Nathans, Smith · 
1979: Cormack, Hounsfield · 
1980: Benacerraf, Dausset, Snell · 
1981: Sperry, Hubel, Wiesel · 
1982: Bergström, Samuelsson, Vane · 
1983: McClintock · 
1984: Jerne, Köhler, Milstein · 
1985: Brown, Goldstein · 
1986: Cohen, Levi-Montalcini · 
1987: Tonegawa · 
1988: Black, Elion, Hitchings · 
1989: Bishop, Varmus · 
1990: Murray, Thomas · 
1991: Neher, Sakmann · 
1992: Fischer, Krebs · 
1993: Roberts, Sharp · 
1994: Gilman, Rodbell · 
1995: Lewis, Nüsslein-Volhard, Wieschaus · 
1996: Doherty, Zinkernagel · 
1997: Prusiner · 
1998: Furchgott, Ignarro, Murad · 
1999: Blobel · 
2000: Carlsson, Greengard, Kandel ·
2001: Hartwell, Hunt, Nurse · 
2002: Brenner, Horvitz, Sulston · 
2003: Lauterbur, Mansfield · 
2004: Axel, Buck · 
2005: Marshall, Warren ·
2006: Fire, Mello ·
2007: Capecchi, Smithies, Evans ·
2008: Zur Hausen, Barré–Sinoussi, Montagnier ·
2009: Blackburn, Greider, Szostak ·
2010: Edwards ·
2011: Beutler, Hoffmann, Steinman ·
2012: Gurdon, Yamanaka ·
2013: Rothman, Schekman, Südhof ·
2014: O'Keefe, Moser, Moser ·
2015: Campbell, Omura, Tu ·
2016: Osumi ·
2017: Hall, Rosbash, Young ·
2018: Allison, Honjo ·
2019: Kaelin, Ratcliffe, Semenza ·
2020: Alter, Houghton, Rice ·
2021: Julius, Patapoutian ·
2022: Pääbo ·
2023: Karikó, Weissman ·
2024: Ambros, Ruvkun